# Парцхнали
Грузия
Парцхнали (груз. ფარცხნალი) — село в Харагаульском муниципалитете Имеретинского региона Грузии. Расположено на берегу реки Джихвели (левый приток Чхеримели), на высоте 440 метров над уровнем моря, в 4 км от муниципального центра Харагаули.
По переписи 2014 года население составляет 254 человека, численность населения уменьшается, в 2002 году в селе был 451 житель.

## История

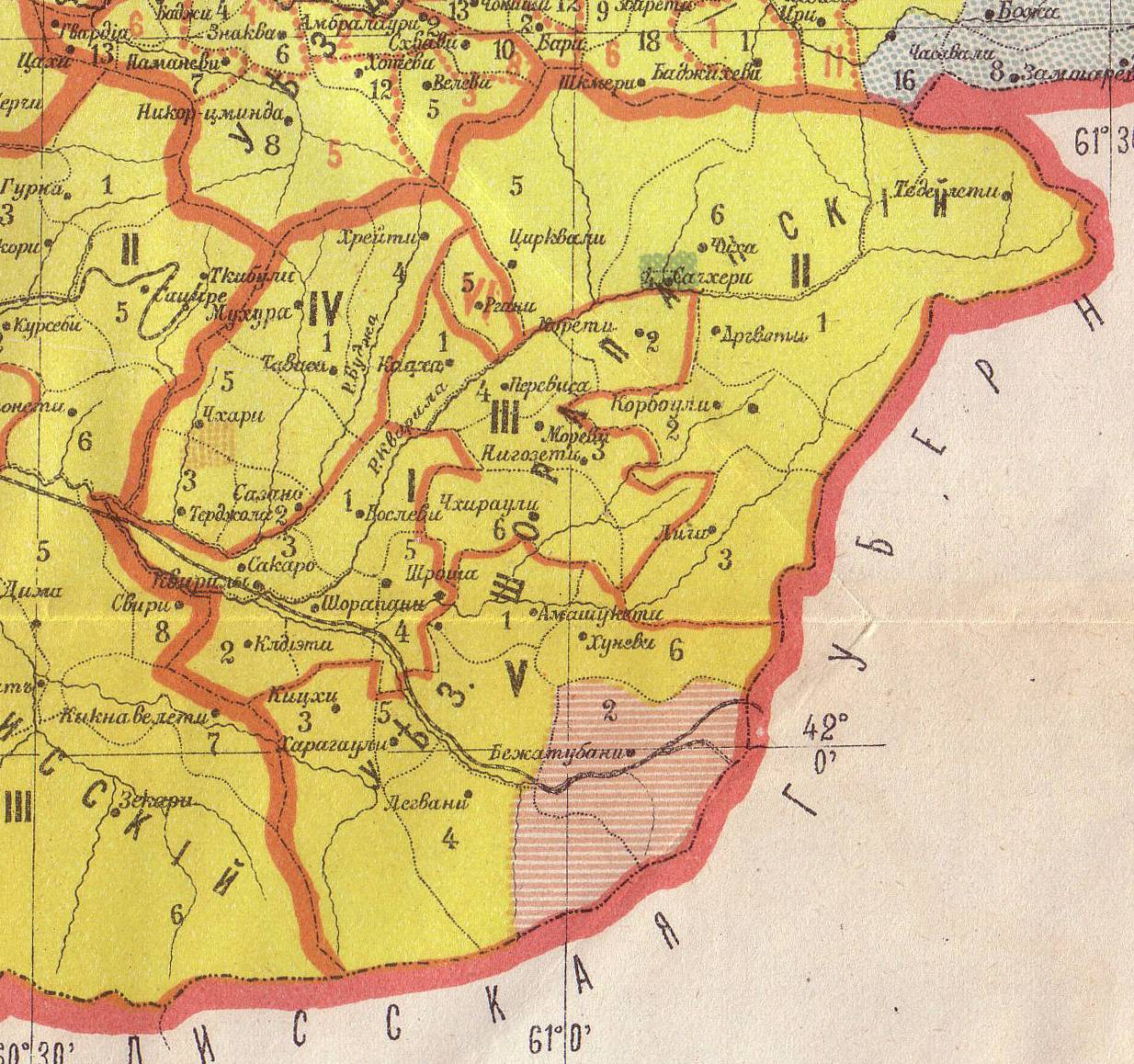
Шорапанский уезд

При российском правлении село входило в состав Шорапанского уезда Кутаисской губернии. Население уезда — грузины, имеретинцы (около 1/3).
Исстари местное население занималось земледелием, хлебопашеством (возделывалась пшеница, ячмень, рожь, кукуруза, гоми, просо, бобовые, с преобладанием кукурузы) и, главным образом, виноделием, причём местное вино считалось лучшим в губернии. Садоводство, шелководство, а, вследствие отсутствия пастбищ и лугов, и скотоводство развиты весьма слабо. 
В 1872 году в 4 километрах северо-восточнее села прошла железнодорожная линия Поти — Тифлис.

## Достопримечательности
Церковь Святого Георгия

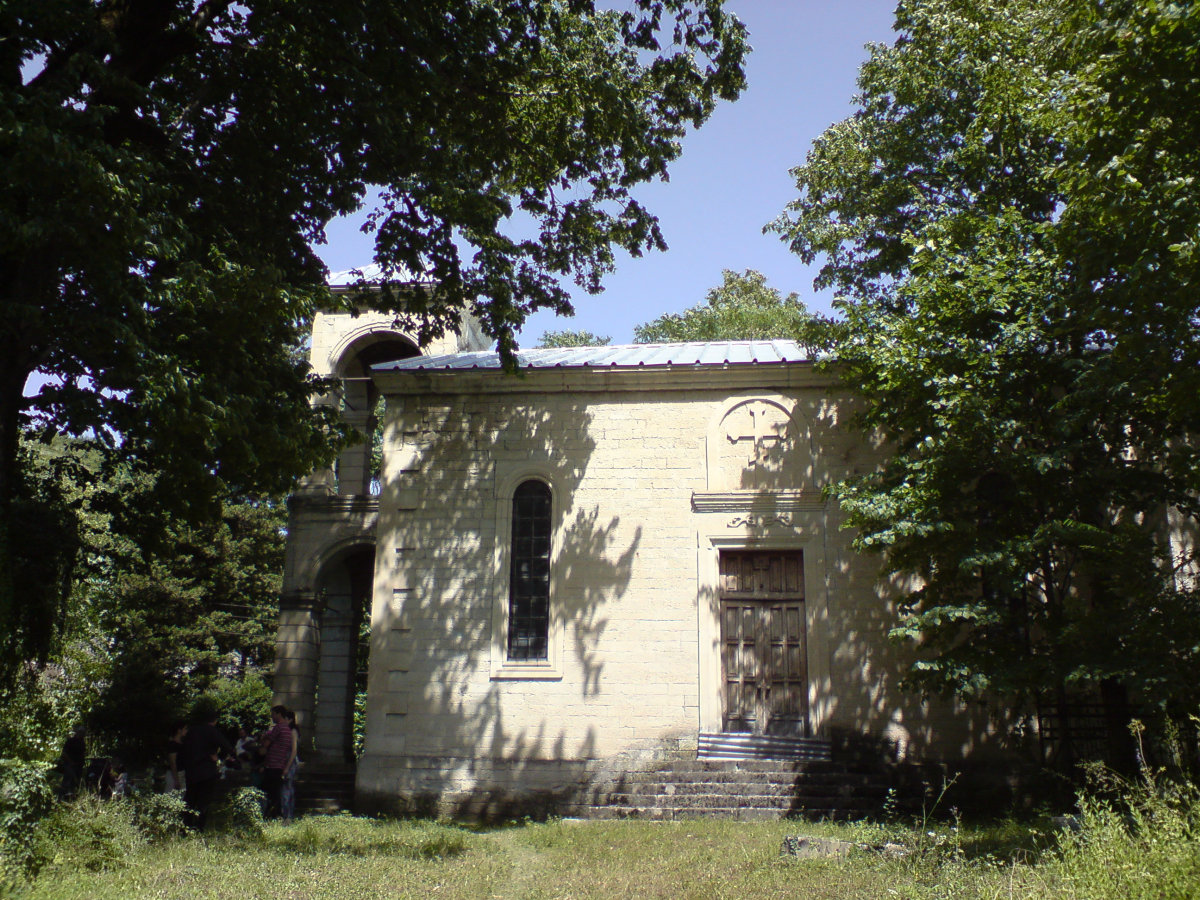
Церковь в Парцхали

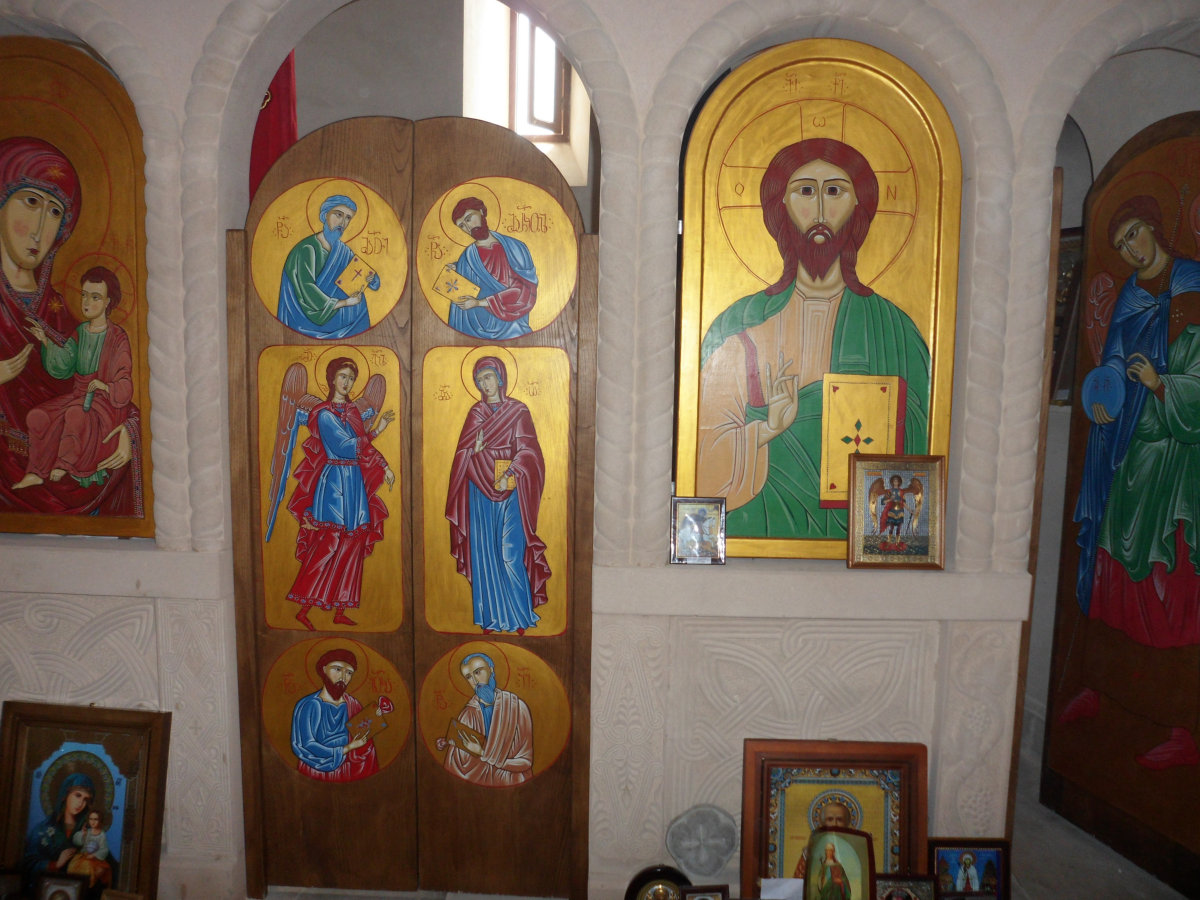
Церковь Святого Георгия. Интерьер

Липа, посаженная Галактионом Табидзе

## Известные жители
В селе родился, жил и похоронен Самуил Буачидзе (1882—1918), российский революционер-большевик, один из руководителей борьбы против царизма и за установление советской власти на Северном Кавказе. Из семьи Буачидзе вышли известные литераторы критик Бенито (1905—1937) и драматург Кита (1914—2000), Герой Советского Союза Григорий Буачидзе (1916—1996). Село претендует на включение в Книгу рекордов Гиннесса за большое количество местных жителей — выдающихся личностей (уроженцами села являются 4 академика и более 40 профессоров), в том числе крупный учёный-гидрогеолог И. М. Буачидзе.
С осени 1910 по весну 1911 года в местной школе работал учителем один из ведущих грузинских поэтов XX века Галактион Табидзе.